# Calamaria margaritophora
Calamaria margaritophora е вид змия от семейство Смокообразни (Colubridae).

## Разпространение и местообитание
Видът е разпространен в Индонезия (Суматра).
Обитава национални паркове и гористи местности.